# Matobo Hills
Matobo Hills i Matobo nationalpark i Zimbabwe hör till de platser i södra Afrika med största koncentration av klippkonst från stenåldern. Bilderna avbildar människor i rörelse, folk som jagar, dansar, leker, springer, men även de som sitter eller ligger. Arkeologiska utgrävningar har funnit artefakter som är mer än 35 000 år gamla i Matobo Hills. De gigantiska klippformationerna är mer än 3 000 miljoner år gamla.
För Matabelefolket är Matobo Hills en helig plats. Mzilikazi grundare av Ndebeleriket gav det dess namn, amaTobo -de skalliga huvudena. Hans grav finns i området. Även Cecil John Rhodes är begraven i Matobo Hills, den platsen kallas View of the World. 
Matobo Hills-området, som sträcker sig över 2 000 km²,  upptogs 2003 på Unescos världsarvslista.